# Подводные лодки типа «Вестеръётланд»
Подводные лодки типа «Вестеръётланд» (швед. Västergötlandsklass) — серия шведских дизель-электрических подводных лодок. Спроектированы фирмой Kockums в начале 1980-х для замены устаревшего типа «Дракен». Всего в 1983—1990 годах фирмами Kockums и Karlskronavarvet было построено четыре подводные лодки типа «Вестеръётланд». Две из них в 2000—2005 годах прошли радикальную модернизацию, заключавшуюся в удлинении корпуса и установке двигателей Стирлинга. Из-за кардинальных отличий от изначального проекта, модернизированные лодки обозначаются как тип «Сёдерманланд». Две другие подводные лодки типа «Вестеръётланд» были в 2005 году сняты с вооружения ВМС Швеции и проданы ВМС Сингапура. С 2005 года они также проходят переоборудование по проекту «Сёдерманланд» перед передачей Сингапуру.

## Представители
| Название                        | Буквенное обозначение | Дата закладки   | Спуск на воду    | Ввод в строй    | Судьба                                                           |
| ------------------------------- | --------------------- | --------------- | ---------------- | --------------- | ---------------------------------------------------------------- |
| Вестеръётланд HMS Västergötland | Vgd                   | 10 января 1983  | 17 сентября 1986 | 27 ноября 1987  | снята с вооружения в 2005, продана ВМС Сингапура                 |
| Хельсингланд HMS Hälsingland    | Hgd                   | 1 января 1984   | 31 августа 1987  | 20 октября 1988 | снята с вооружения в 2005, продана ВМС Сингапура                 |
| Сёдерманланд HMS Södermanland   | Söd                   | 2 февраля 1985  | 12 апреля 1988   | 21 апреля 1989  | переоборудована по проекту «Сёдерманланд», состоит на вооружении |
| Эстеръётланд HMS Östergötland   | Ögd                   | 15 октября 1985 | 9 декабря 1988   | 10 января 1990  | переоборудована по проекту «Сёдерманланд», состоит на вооружении |